# ОШ „Север Ђуркић” Бечеј
Основна школа „Север Ђуркић” Бечеј је основна школа у Бечеју, општина Бечеј. Налази се у Зеленој улици бр. 102 у Бечеју. Ово је једина школа у Општини Бечеј која има верификацију од стране Министарства просвете, науке и технолошког развоја за Функционално основно образовање одраслих. Осим тога, једина је основна школа у Општини Бечеј која је као други страни језик, поред немачког, понудила и шпански језик.

## Историјат школе[1]
Нова зграда основне школе „Север Ђуркић“ је изграђена 1974. године као Спомен-школа средствима самодоприноса грађана и Општинске заједнице образовања и Општинске заједнице образовања. 

## Школа данас[3]
Школа има укупно 4300м2 затвореног простора, од тога 16 учионица, 5 кабинета (за физику и хемију, биологију, ликовну културу, музичку културу и информатику), фискултурну салу, библиотеку и кухињу са трпезаријом. Поред школе се налазе терени за мали фудбал и кошарку, као и велико двориште, а око школе су уређене зелене површине. Унутар школе се налази велики хол, у коме се одржавају пригодне свечаности и књижевни сусрети.
Школа двојезична, настава се одвија на српском и мађарском наставном језику.
На почетку школске 2009/2010.године у школу је уписано 568 ученика распоређених у 30 одељења: 22 одељења на српском наставном језику и 8 одељења на мађарском наставном језику. Настава је организована у две смене. Промена смене се врши недељно. У школи је запослено 65 радника.
Од секција су заступљене: рецитаторска, лирерарна, еколошка, математичка, спортске секције. У школи постоји продужени боравак за ученике од првог до четвртог разреда, ученицима је обезбеђен доручак и ручак, као и стручни надзор учитељица на оба наставна језика.
Од школске 2007/2008. године, уз помоћ донација, у школу је уведен видео-надзор да би се повећала безбедност ученика и сачувала школска имовина.